# ويليام مارتن (لاعب كريكت)
ويليام مارتن (بالإنجليزية: William Martin)‏ (21 يونيو 1856 في أستراليا - 10 يوليو 1938) هو لاعب كريكت أسترالي. لعب مع فريق تسمانيا للكريكت.

## وصلات خارجية
- ويليام مارتن (لاعب كريكت) على موقع إي آس بي آن كريك إنفو (الإنجليزية)